# 필레티노
필레티노(이탈리아어: Filettino)는 이탈리아 라치오주 프로시노네도에 위치한 코무네다. 로마로부터 동쪽 70km, 프로시노네로부터 북쪽 30km 거리에 있다.

## 역사
본래는 아이퀴인들의 영토였고 예수의 시대까지는 아주 작은 마을이였지만, 800년 사라센들의 침입으로 인하여 산악지역에 위치해있어 피난민들에게는 안전한 피난처가 되었다. 1297년에 교황 보니파시오 8세의 조카이자 1602년 악명높은 잔인함과 억압으로 일어난 반란으로 로마에 있는 산탄젤로 성에서 처형된 필레티노 카에타니(Filettino Caetani)의 가문출신인 피에트로 카에타니(Pietro Caetani)의 지배하에 떨어졌다. 같은해에 교황 클레멘스 7세가 이곳은 방문하였고 게다가 나중인 1870년에 교황령이 이탈리아 왕국에 합병될때까지 교황령에 흡수되었다.

### 독립 운동
2011년 이탈리아 정부는 지방정부의 경비를 줄이기 위해 거주민 1,000명 이하의 소도시들을 통합시킨다는 밝혔다. 이로 인해 필레티노는 근처 이웃 도시인 트레비넬라치오와 통합하게 되었다. 이렇게 되자 필레티노의 루카 셀라리 (Luca Sellari) 시장이 독립 운동을 벌이기 시작하였다. 마을은 꽃이라는 뜻의 "피오리토(fiorito)"라는 화폐를 자체 발행하였다.
시민들은 이탈리아 왕가에서 에마누엘레 필리베르토를 공작으로 추대하였고, 필레티노 공작이 되었다. 변호사 카를로 타오르미나가 그 자리에 임명되었다.

## 출신 인물
- 로돌포 그라치아니